# Groot Hitland
Groot Hitland of Ver-Hitland is een buurtschap behorende tot de gemeente Zuidplas in de provincie Zuid-Holland. De plaats is administratief ingedeeld bij Nieuwerkerk aan den IJssel en ligt in het zuidoosten van de gemeente, en wel aan de Hollandsche IJssel, tegenover Ouderkerk aan den IJssel (gemeente Krimpenerwaard).
De naam Hitland is afkomstig van een oude steenplaats, gelegen bij de buurtschap. Hit verwijst waarschijnlijk naar een paardenras. De naam Hitland betekent dus vermoedelijk paardenland. De naam Ver-Hitland is terug te voeren op de ligging van de buurtschap ten opzichte van de voormalige gemeente Nieuwerkerk aan den IJssel. De naam Groot Hitland verwijst naar grootte van de buurtschap in vergelijking met het andere Hitland (Klein Hitland). Ver-Hitland heeft een plaatsnaambord.
In Ver-Hitland is een voormalige werkhaven te vinden. Tegenwoordig is het een woonhaven. Ook vaart er vanaf Ver-Hitland een veerpont over de Hollandse IJssel naar Ouderkerk aan den IJssel. Tussen Ver-Hitland en Nieuwerkerk ligt het natuurgebied Hitland.
Dorpen: Moerkapelle · Moordrecht · Nieuwerkerk aan den IJssel · Zevenhuizen

Buurtschappen: 's-Gravenweg (deels) · Donderdam (deels) · Eerste Tocht · Groot Hitland / Ver-Hitland · Hollevoeterbrug · Kikkershoek · Klein Hitland · Kortenoord · Oud Verlaat · De Vijfhuizen

Zuid-Holland: Steden en dorpen    Nederland: Provincies · Gemeenten